# Meioneta silvae
Meioneta silvae là một loài nhện trong họ Linyphiidae.
Loài này thuộc chi Meioneta. Meioneta silvae được Alfred Frank Millidge miêu tả năm 1991.